# Габріеле Райнш
Габріеле Райнш (нім. Gabriele Reinsch; нар. 23 вересня 1963) — німецька легкоатлетка, яка спеціалізувалася в метанні диска.
На міжнародних змаганнях представляла НДР.

## Спортивні досягнення
Фіналістка (7-е місце) олімпійських змагань з метання диска (1988).
Дворазова срібна призерка Універсіад з метання диска (1987, 1989).
Фіналістка (4-е місце) чемпіонату Європи з метання диска (1990).
Срібна призерка чемпіонату Європи серед юніорів зі штовхання ядра (1981). Фіналістка (6-е місце) чемпіонату Європи серед юніорів з метання диска (1981).
Триразова срібна призерка чемпіонатів НДР з метання диска (1988, 1989, 1990).
Рекордсменка світу з метання диска — 76,80 (1988).